# Локомотив (футбольный клуб, Баку)
«Локомотив» — советский футбольный клуб из Баку. Основан не позднее 1937 года. Последнее упоминание в 1966 году.

## Достижения
- во второй лиге — 6 место (в зональном турнире 1966 года);
- в кубке СССР — поражение в 1/16 финала (1937 год).